# Frank Toledo
Frank Toledo (* 12. April 1970 in Newark, USA) ist ein ehemaliger US-amerikanischer Boxer im Federgewicht.

## Profi
Am 12. Dezember im Jahre 1989 gab er mit einem technischen K.-o.-Sieg in Runde 2 gegen seinen Landsmann Donnie Archer erfolgreich sein Profidebüt. Bereits in seinem zweiten Fight musste er seine erste Pleite hinnehmen. Auch seinen fünften Kampf verlor er.
Im April des Jahres 2001 bezwang er den Südafrikaner Mbulelo Botile einstimmig nach Punkten und errang dadurch den Weltmeisterschaftsgürtel der IBF. Diesen Titel verlor er bereits in seiner ersten Titelverteidigung am 16. November desselben Jahres an Manuel Medina durch technischen K. o. in Runde 5.
Im Jahre 2004 beendete er seine Karriere.